# Inter Football Club (società)
L'Inter Football Club è una società calcistica burundese di Bujumbura che milita nella Ligue A, la massima serie del campionato burundese di calcio. 
Ha vinto 9 volte il campionato e 2 volte la coppa nazionale. È la seconda squadra per numero di titoli nazionali vinti dietro al Vital'O.

## Storia
Il club, uno dei più antichi del paese, fu fondato nel 1969. Il suo migliore periodo è stato quello degli anni ottanta, nel quale vinse 4 campionati e 2 coppe nazionali.

## Palmarès
- Campionato burundese: 9

1970, 1974, 1975, 1977, 1978, 1985, 1987, 1988, 1989
- Coppa di Burundi: 2

1983, 1984